# 根木名川
根木名川（ねこながわ）は、千葉県富里市および成田市を流れる一級河川。利根川水系利根川の支流である。流域面積86.8km2、支流を含む指定延長は30.4km。

## 概要
千葉県富里市根木名付近に源を発し、北へ流れる。途中には谷津田などが広がり、取香川、荒海川などの支流を合わせ、成田市安西の新川水門を通り、利根川へと合流する。現在、県を主体として「根木名川ふるさと川づくり事業」が推進されており、親水公園事業や桜の植樹など、市民と行政が一丸となった川造りが進められている。

## 利水
かつては、水流も穏やかで水運として使われていた。また、成田市長沼地区にかつては長沼というひょうたん型の沼が広がっており、コイ、フナ、ウナギ、サクラエビなどを獲る漁場としても利用されており、農業用水としても使われている。現在は、成田市や成田国際空港をはじめとする近隣町村の雨水を利根川へと流し、水害から市内を守ることが主な役割となっている。
水質は良好であり、近年では根木名川を経由したサケの遡上も確認されている。

## 河川改修
古くから根木名川は、低地を流れるが故に氾濫を繰り返し流域では甚大な被害を受けていた。河川改修が開始されるのは昭和7年からであり、中小河川改修事業（昭和33年～）の後、新東京国際空港（成田国際空港）の閣議決定後の昭和41年より、社会基盤整備の一環となる空港関連事業（昭和43年～平成6年）を経て現在に至る。許容量は30年前の約10倍（昭和42年:最大30m3/1秒 現在：最大300m3/1秒）となり、氾濫する地域が大幅に減少した。現在も流下能力を上げる工事が行われている。

## 支流
- 取香川
- 小橋川
- 荒海川
- 派川根木名川（分流）
  - 尾羽根川（派川根木名川の支流）

## 架かる橋
- ほたる橋
- 志茂橋
  - 東関東自動車道
- 白鷺橋
- 日東橋
- 新東和田橋
- 成東橋
- 成田橋（国道51号）
- 寺見橋
- 吾妻橋
  - 国道295号
- 関戸橋
- さくら橋
  - JR成田線
- 下金山橋
- 押畑橋
- 新妻橋
- 新田橋
- 根木名橋
  - 国道356号

（上流側より）

## 公示年月日
- 昭和4年9月20日告示382号
- 昭和31年3月27日告示109号改正
- 昭和40年2月26日告示110号改正
- 昭和43年4月8日政令64号改正

## 生物
- ギンブナ
- オオクチバス
- タイリクバラタナゴ
- ヨシノボリ
- ニゴイ
- ワタカ
- コイ
- ドジョウ など。

※サケの遡上も確認されている。